# 李嘉棠

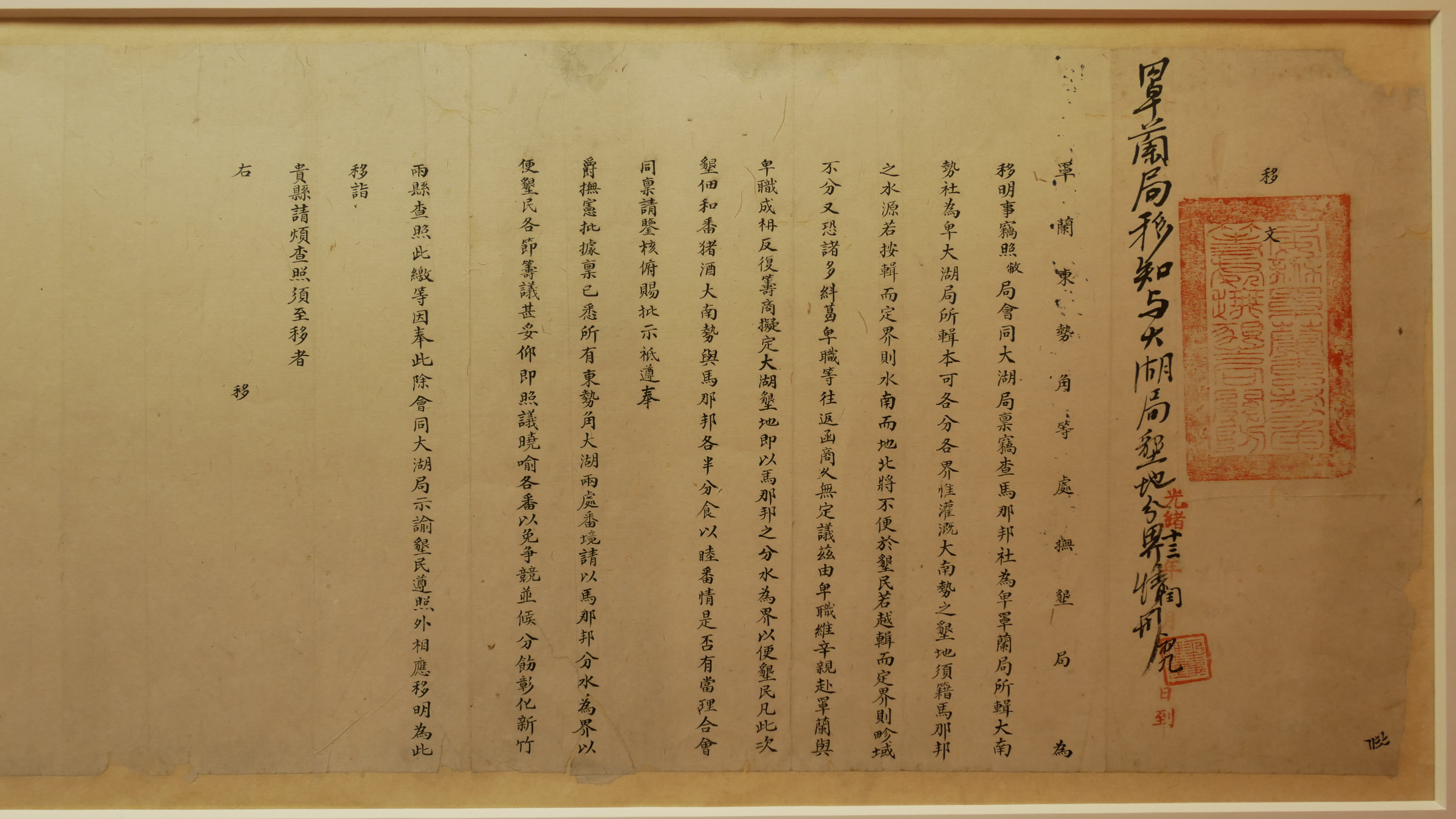
光緒十三年（1887年）罩蘭東勢角等處撫墾局移知彰化縣知縣李嘉棠移文（墾地以馬那邦分水為界，國立臺灣博物館藏）

李嘉棠（？—？），字幹臣，中國清朝官員，廣東省嘉應州人。本監生，後捐通判。

## 年表
- 光緒十一年（1885年）四月二十七日以「補用同知候補通判」代理臺灣府鳳山縣知縣。

- 光緒十一年调署淡水縣知縣一職。

- 光緒十二年（1886年）调署彰化縣知縣，與安平水師協鹿港汛游擊鄭榮不和。

- 光緒十四年（1888年），主持丈量土地，工作草率，引發民怨，结果引起施九緞事件而遭革職。